# Comitè Selecte de Justícia
El Comitè Selecte de Justícia, oficialment i en anglès Justice Select Committee, és un comitè format per un nombre reduït de membres de la Cambra dels Comuns britànica. El comitè analitza la política, la gestió i la despesa del Ministeri de Justícia. També analitza el treball dels oficials legals de la Corona, l' Oficina de Fraus Greus i el Servei de Fiscalia de la Corona. Dona informes amb opinions i consells.
El comitè també revisa els esborranys de directrius de sentència emesos pel Consell de directrius de sentència.